# Венгеровский район
Ве́нгеровский райо́н — административно-территориальная единица (район) и муниципальное образование (муниципальный район) в Новосибирской области России.
Административный центр — село Венгерово.

## География
Район расположен на западе Новосибирской области, в северо-западной части Барабинской низменности. Граничит с Кыштовским, Северным, Куйбышевским, Чановским, Татарским, Усть-Таркским районами Новосибирской области, а также с Омской областью. Территория района по данным на 2008 год — 631,3 тыс. га, в том числе сельхозугодья — 557,3 тыс. га (88,3 % всей площади). По территории района протекает правый приток Иртыша река Омь.
Климат района относится к умеренно-континентальному типу.

## История
В 1809 году данная местность относилась к Каинскому уезду Томской Губернии
Район образован в 1925 году под наименованием Спасский район в составе Барабинского округа Сибирского края, с 1930 года — в составе Западно-Сибирского края. В 1933 году райцентр село Спасское было переименовано в Венгерово, а Спасский район — в Венгеровский район. В 1937 году район был включён во вновь образованную Новосибирскую область.

## Достопримечательности
Венгеровский район Новосибирской области богат на достопримечательности.

### Природные
- Крупные озёра — Тюсьмень и Байдово;
- Сфагновые болота (рямы) в северной и северо-восточной частях района; богатые дикорастущими клюквой и голубикой;
- Воды лечебного значения — йодобромные, термальные (до 20 г/куб.дм йода и 48-61 мг/куб.дм брома).

### Объекты историко-культурного наследия
- Храмовый комплекс в честь Нерукотворного Образа Господа Иисуса Христа (с. Венгерово);
- «Купеческий центр»: аутентичные купеческие постройки 60-х -  начала 70-х гг. XIX века;
- Районный краеведческий музей им. П.М.Пономаренко;
- Святой колодец «Половинка», известный чудесным явлением иконы святой великомученицы Параскевы Пятницы (с. Вознесенка).

### Памятники археологии
- Недалеко от деревни Старый Тартас находится археологический памятник Тартас-1 барабинской культуры эпохи раннего неолита (VII тыс. до н. э.)[6][7];
- На территории Старого Тартаса обнаружено около 600 парных захоронений периода бронзового века (3500 л. н.), которые, предположительно, относятся к андроновской культуре[8][9][10];
- В 7 км к югу от Венгерова на реке Оми находится погребально-ритуальный комплекс Сопка-2 эпохи бронзы[11]. Сопка-2 - комплекс памятников из 100 курганов, поселений и культовых мест разных эпох (от IV-III тысячелетия до н. э. до позднего средневековья);
- За селом Вознесенка на левом берегу реки Омь расположен археологический памятник, относящийся к начальному периоду русской колонизации Сибири — Вознесенское городище[12] или городок Тон-тура, древнее поселение барабинских татар (по некоторым источникам — ставка Буян-Бия, наместника хана Кучума)[13][14]. Здесь археологом В.И.Соболевым была обнаружена керамика, указывающая на существование здесь памятника раннепотчевашского (сперановского) времени — 2-1 вв. до н.э. — 5-6 вв. н. э.
- Курганный могильник «Старотартасские курганы» датируется II вв. до н.э. Содержит в себе еще 1000 неисследованных захоронений.

### Упоминания района в литературе
- Венгеровский район глазами А. Н. Радищева[15] из «Записок путешествия из Сибири»:

«…12-го <март 1797 г.> выпив чаю, поехали до Турумовой или Турунги (ныне д. Туруновка — ред.) 17 верст. Сия деревня стоит на речке Аме, в версте от неё есть деревня того же имени в 30 дворах, в ней живут ямщики.
Дорога идёт по-прежнему. Озеро при дороге, над коим была татарская деревня 40 дворов, но от русских уехали на другое озеро. В окольностях татар много. В сем озере ловили с начала зимы рыбы и поймали 50 возов щук и карасей, пуд продавали по 10 коп. До Голопупова (ныне Венгерово — ред.), села на Тартасе где живут старожилы, 18 <верст>. Домы сосновые и кедровые, за лесом на строение ездят за 400 и 600 верст в урман или леса. По сей реке много деревень и составляют волость. Другая волость по Оми, в которую Тартас впадает неподалёку. Близ сей деревни едешь мимо превеликого луга на 50 верст (Таи — ред.), на коем разливается Омь. Видно, что сие есть дно озера. В сухой год, когда сена выгорели, из дальних мест съехалися несколько сот людей косить сено.
По Тартасу держат много скота, особо овец, два года язвы не было, а перед тем на коней язва, на коров валежи, болели языки, на овец оспа или шолуди, даже куры мерли, люди от коней заражались.

В Голопуповой пьяный ямщик спорил о лошадях и говорил: „Не прежнее вам время, вас возят под чехлом, впереди ведут 60 генералов на канате“. Видно огорчение против дворян и начальства. NB. Проезд велик. До Вознесенского села 23 версты. Тут обедали у ямщика. Е<лизавета> В<асильевна> не выходила из возка. Село большое, посельщиков 100 дворов и десяток старожилов. Хлеб везде дорог. До Камышевой или Хохлова 20 верст. Дорога идёт мимо великого озера, чрез которое в суходонном месте мост, ему верст 30 длины. Едучи камышем, запах дурной. Пытали жечь камыш, но не загорался. NB. Если бы жгли камыши, то можно думать, что воздух на Барабе был бы здоровее. Язвы не было два года. В озёрах рыбы много…»

## Население
| 2002    | 2009    | 2010    | 2011    | 2012    | 2013    | 2014    |
| ------- | ------- | ------- | ------- | ------- | ------- | ------- |
| 22 877  | ↘21 596 | ↘21 483 | ↘20 362 | ↘20 133 | ↘19 790 | ↘19 532 |
| 2015    | 2016    | 2017    | 2018    | 2019    | 2020    | 2021    |
| ↘19 349 | ↘19 076 | ↘18 976 | ↘18 812 | ↘18 621 | ↘18 336 | ↘15 393 |

## Муниципально-территориальное устройство
В муниципальный район входят 18 муниципальных образований со статусом сельских поселений.
| №  | Сельские поселения            | Административный центр | Количество населённых пунктов | Население (чел.) | Площадь (км²) |
| -- | ----------------------------- | ---------------------- | ----------------------------- | ---------------- | ------------- |
| 1  | Венгеровский сельсовет        | село Венгерово         | 1                             | ↘6090            | 28,70         |
| 2  | Вознесенский сельсовет        | село Вознесенка        | 4                             | ↘1179            | 331,36        |
| 3  | Воробьёвский сельсовет        | село Воробьёво         | 1                             | ↘482             | 444,91        |
| 4  | Ключевской сельсовет          | село Ключевая          | 3                             | ↘562             | 224,79        |
| 5  | Меньшиковский сельсовет       | село Меньшиково        | 1                             | ↘563             | 298,09        |
| 6  | Мининский сельсовет           | село Минино            | 2                             | ↘289             | 232,74        |
| 7  | Новотартасский сельсовет      | село Новый Тартас      | 4                             | ↘1820            | 333,25        |
| 8  | Павловский сельсовет          | село Павлово           | 1                             | ↘391             | 345,38        |
| 9  | Петропавловский 1-й сельсовет | село Петропавловка 1-я | 3                             | ↘831             | 412,50        |
| 10 | Петропавловский 2-й сельсовет | село Петропавловка 2-я | 2                             | ↘545             | 344,05        |
| 11 | Сибирцевский 1-й сельсовет    | село Сибирцево 1-е     | 2                             | →379             | 251,19        |
| 12 | Сибирцевский 2-й сельсовет    | село Сибирцево 2-е     | 2                             | ↗889             | 689.91        |
| 13 | Тартасский сельсовет          | село Заречье           | 3                             | ↘1470            | 530,00        |
| 14 | Туруновский сельсовет         | село Туруновка         | 3                             | ↘501             | 307,96        |
| 15 | Урезский сельсовет            | село Урез              | 3                             | ↘363             | 285,11        |
| 16 | Усть-Изесский сельсовет       | село Усть-Изес         | 3                             | ↘577             | 174,99        |
| 17 | Усть-Ламенский сельсовет      | село Усть-Ламенка      | 2                             | ↘193             | 434,05        |
| 18 | Шипицынский сельсовет         | село Шипицыно          | 2                             | ↘315             | 343,71        |

С 1 января 2021 года Новокуликовский и Филошенский сельсоветы присоединены к Сибирцевскому 2-му сельсовету.

### Населённые пункты
В Венгеровском районе 46 населённых пунктов.
| №  | Населённый пункт  | Тип     | Население | Муниципальное образование     |
| -- | ----------------- | ------- | --------- | ----------------------------- |
| 1  | Ахтырка           | деревня | ↘64       | Вознесенский сельсовет        |
| 2  | Бровничи          | деревня | ↘85       | Урезский сельсовет            |
| 3  | Бурсянино         | деревня | ↘67       | Усть-Изесский сельсовет       |
| 4  | Венгерово         | село    | ↘6090     | Венгеровский сельсовет        |
| 5  | Вознесенка        | село    | ↘902      | Вознесенский сельсовет        |
| 6  | Воробьёво         | село    | ↘482      | Воробьёвский сельсовет        |
| 7  | Вороново          | деревня | ↘57       | Новокуликовский сельсовет     |
| 8  | Георгиевка        | деревня | ↘116      | Сибирцевский 2-й сельсовет    |
| 9  | Григорьевка       | деревня | ↘108      | Петропавловский 1-й сельсовет |
| 10 | Заречье           | село    | ↘984      | Тартасский сельсовет          |
| 11 | Зыково            | посёлок | ↘360      | Новотартасский сельсовет      |
| 12 | Игнатьевка        | деревня | ↘113      | Новотартасский сельсовет      |
| 13 | Ильинка           | деревня | ↘212      | Тартасский сельсовет          |
| 14 | Ключевая          | село    | ↘319      | Ключевской сельсовет          |
| 15 | Козловка          | деревня | ↘184      | Туруновский сельсовет         |
| 16 | Красноярка        | деревня | ↗258      | Петропавловский 1-й сельсовет |
| 17 | Малинино          | деревня | ↘140      | Вознесенский сельсовет        |
| 18 | Мариинка          | деревня | ↘138      | Урезский сельсовет            |
| 19 | Меньшиково        | село    | ↘563      | Меньшиковский сельсовет       |
| 20 | Минино            | село    | ↘392      | Мининский сельсовет           |
| 21 | Новые Кулики      | село    | ↘153      | Новокуликовский сельсовет     |
| 22 | Новый Тартас      | село    | ↘1158     | Новотартасский сельсовет      |
| 23 | Ночка             | деревня | ↘185      | Ключевской сельсовет          |
| 24 | Ольгино           | деревня | ↘48       | Усть-Изесский сельсовет       |
| 25 | Орлово            | деревня | ↘170      | Ключевской сельсовет          |
| 26 | Павлово           | село    | ↘391      | Павловский сельсовет          |
| 27 | Петропавловка 1-я | село    | ↘575      | Петропавловский 1-й сельсовет |
| 28 | Петропавловка 2-я | село    | ↘495      | Петропавловский 2-й сельсовет |
| 29 | Селикла           | деревня | ↘306      | Вознесенский сельсовет        |
| 30 | Серп и Молот      | деревня | ↘76       | Сибирцевский 1-й сельсовет    |
| 31 | Сибирцево 1-е     | село    | ↘346      | Сибирцевский 1-й сельсовет    |
| 32 | Сибирцево 2-е     | село    | ↘672      | Сибирцевский 2-й сельсовет    |
| 33 | Старый Тартас     | село    | ↘298      | Новотартасский сельсовет      |
| 34 | Тимофеевка        | деревня | ↘102      | Шипицынский сельсовет         |
| 35 | Туруновка         | село    | ↘410      | Туруновский сельсовет         |
| 36 | Тычкино           | деревня | ↘10       | Мининский сельсовет           |
| 37 | Тюсмень           | деревня | ↘95       | Петропавловский 2-й сельсовет |
| 38 | Улуцк             | деревня | ↗23       | Филошенский сельсовет         |
| 39 | Урез              | село    | ↘287      | Урезский сельсовет            |
| 40 | Усть-Изес         | село    | ↘531      | Усть-Изесский сельсовет       |
| 41 | Усть-Ламенка      | село    | ↘338      | Усть-Ламенский сельсовет      |
| 42 | Филошенка         | село    | ↘157      | Филошенский сельсовет         |
| 43 | Чаргары           | деревня | ↘306      | Тартасский сельсовет          |
| 44 | Чистое Озеро      | посёлок | ↘123      | Туруновский сельсовет         |
| 45 | Шипицыно          | село    | ↘405      | Шипицынский сельсовет         |
| 46 | Яча               | посёлок | ↘21       | Усть-Ламенский сельсовет      |

| №  | Населённый пункт | Тип     | Год упразднения |
| -- | ---------------- | ------- | --------------- |
| 1  | Акбалык          | аул     | 1968            |
| 2  | Александровка    | деревня | 1972            |
| 3  | Арынцас          | деревня | 1987            |
| 4  | Блинково         | посёлок | 2009            |
| 5  | Бойсоголь        | деревня | 197?            |
| 6  | Болеслаевка      | деревня | 1968            |
| 7  | Гордеевка        | посёлок | 1987            |
| 8  | Гурково          | посёлок | 1996            |
| 9  | Дмитриевка       | деревня | 1975            |
| 10 | Долгушино        | посёлок | 1968            |
| 11 | Журавлёвка       | деревня | 1968            |
| 12 | Игуль-База       | деревня | 1972            |
| 13 | Катайгулово      | деревня | 1972            |
| 14 | Климино          | посёлок | 1972            |
| 15 | Коренново        | деревня | 1968            |
| 16 | Красный Партизан | посёлок | 1972            |
| 17 | Кругленькая      | деревня | 2024            |
| 18 | Кузнецово        | деревня | 1987            |
| 19 | Кузовлево        | деревня | 1975            |
| 20 | Кузьминка 1-я    | деревня | 2009            |
| 21 | Кузьминка-2      | деревня | 1972            |
| 22 | Кучук            | аул     | 1972            |
| 23 | Лисино           | деревня | 1972            |
| 24 | Луковский        | посёлок | 1987            |
| 25 | Малоархангелка   | деревня | 1977            |
| 26 | Мангиты          | деревня | 1972            |
| 27 | Мангу-Чаймаки    | деревня | 1977            |
| 28 | Меловая          | деревня | 1972            |
| 29 | Мельниково       | деревня | 1975            |
| 30 | Митрофановка     | деревня | 1977            |
| 31 | Михайловка       | деревня | 1977            |
| 32 | Морозово         | деревня | 1968            |
| 33 | Моряк            | посёлок | 1972            |
| 34 | Назарово         | деревня | 1972            |
| 35 | Николаевка       | деревня | 1972            |
| 36 | Новорямовское    | село    | 1987            |
| 37 | Новый Урез       | деревня | 1968            |
| 38 | Осоевка          | деревня | 1996            |
| 39 | Петрово          | деревня | 1987            |
| 40 | Рямовая          | деревня | 1968            |
| 41 | Савкино          | деревня | 1977            |
| 42 | Станиславка      | деревня | 1972            |
| 43 | Старобородихино  | деревня | 1972            |
| 44 | Староложниково   | деревня | 1987            |
| 45 | Старошухово      | деревня | 1972            |
| 46 | Тавлет-Бага      | аул     | 1968            |
| 47 | Тихоновка        | деревня | 1977            |
| 48 | Улугуль          | деревня | 1968            |
| 49 | Шадово           | деревня | 1975            |
| 50 | Яркуль-Малинино  | деревня | 1987            |

## Экономика
Основная специализация сельскохозяйственных предприятий — мясо-молочное скотоводство.

## Транспорт
Через Венгеровский район проходит автодорога «Омск—Куйбышев» — часть Старого Московско-Сибирского Тракта, дороги, соединявшей на протяжении двух столетий Москву с Сибирью (позднее с Китаем). В советские годы была участком автомобильной дороги М-51. Новая федеральная автомобильная трасса М-51 «Байкал» проложена 55 километрами южнее и не проходит по территории района.

## Выдающиеся жители
Герои Советского Союза:
- Петр Парфенович Барбашов;
- Михаил Иванович Данилов;
- Николай Иванович Клименко;
- Леонов Виктор Петрович;
- Андрей Антонович Портянко.

В деревне Кореново (Новые Кулики) Венгеровского района родились знаменитые самбисты братья — Пушница Александр и Владимир (умер в 2000 году). Самый титулованный самбист в СССР: Александр Михайлович Пушница — трёхкратный чемпион мира, трёхкратный победитель Кубков мира, двукратный чемпион Европы, девятикратный чемпион СССР. Вице-президент Всемирной федерации самбо. Почетный гражданин Омска (2000).умер в 2023